# Temple mormon d'Idaho Falls
Le temple mormon d’Idaho Falls est un temple de l’Église de Jésus-Christ des saints des derniers jours situé à Idaho Falls, dans l’État de l’Idaho, aux États-Unis. Il a été inauguré le 23 septembre 1945. C’était à cette date le premier temple de l’Église de Jésus-Christ des saints des derniers jours édifié dans cet État.